# Статеві гормони
Стате́ві гормо́ни — гормони, які продукують статеві залози.
Гонади виробляють чоловічі статеві гормони — андрогени (тестостерон), жіночі — естрогени (основний гормон групи — естрадіол) та прогестини (головне значення має прогестерон). В період статевого дозрівання ендокринна активність гонад у хлопчиків відновлюється, а у дівчаток їхня внутрішня секреція виникає вперше.
Під впливом естрогенів у дівчаток і андрогенів у хлопчиків розвиваються вторинні статеві ознаки. Зокрема, статеві органи ростуть і дозрівають.
У жінок статеві гормони викликають зміни ендометрію, характерні для менструального циклу. Статеві гормони викликають також розвиток екстрагенітальних статевих ознак — молочних залоз, характерної будови тіла. Андрогени проявляють анаболічний ефект, тобто посилюють синтез білка.
У вагітних жінок ендокринну здатність мають також матка і плацента. Вони продукують релаксин, який забезпечує розслаблення зв'язок лобкового з'єднання і інших суглобів тазу, а також зв'язок матки за рахунок активації розщеплювальних мукопротеїдів ензимів. Плацента утворює білки — гонадотропін і лактогенний гормон — і стероїдні гормони — естрогени, прогестерон. Ці гормони проявляють дію аналогічних гормонів, які виділяються іншими органами, дублюючи і підсилюючи їх фізіологічні ефекти.
Тестостерон виробляється головним чином в яєчках, а також (менше) у плаценті та надниркових залозах (кіркова речовина надниркової залози). У чоловіків за добу утворюється бл. 10 мг, у жінок — 0,4 мг речовини (проте жінки є чутливішими до тестостерону). У крові тестостерон циркулює в неактивній формі у комплексі з β-глобуліном. Тестостерон стимулює розвиток чоловічих статевих органів та вторинних статевих ознак (зокрема, ріст волосся на обличчі); сприяє також росту кісток.